# Эмате
Эмате (др.-греч. Αιμάφη) — дева, которую, согласно Иоанну Малале, принесли в жертву при основании Антиохии в 300 году до н. э.
Согласно легенде, которая приведена у византийского автора Иоанна Малалы, в 300 году до н. э. Селевк прибыл в столицу своего поверженного врага Антигона Антигонию. Он предполагал переименовать город, однако, во время жертвоприношений орёл схватил с жертвенника кусок мяса и отнёс на гору Сильпий. Жрец Амфион трактовал это знамение, как волю богов основать новый город рядом с этой горой. Антиохия, которую Селевк назвал в честь сына Антиоха, была основана на месте поселения Боттиа. Во время соответствующих ритуалов было совершено человеческое жертвоприношение девы Эмате. В её честь была воздвигнута статуя, а сама она стала почитаться в качестве божества, которое охраняет город.
При анализе данной легенды К. Тюмпель отмечал, что в Македонии существовали созвучные области Боттиея и Эматия. Соответственно, её появление могло быть следствием трансформации местных македонских культов в сирийской Антиохии.